# クロユリ
クロユリ（黒百合、学名: Fritillaria camschatcensis）はユリ科バイモ属の高山植物。別称はエゾクロユリ（蝦夷黒百合）、またはミヤマクロユリ。

## 特徴
多年草。地下にある鱗茎は多数の鱗片からなる。茎は直立して高さ10-50cmになり、3-5輪生する葉が数段にわたってつく。葉は長さ3-10cmになる披針形から長楕円状披針形で、質は厚く表面はつやがあり、基部に葉柄はない。
花期は夏で6-8月。花は鐘状で、茎先に1-数個を斜め下向きにつける。花被片は6個で、長さ25-30mmの楕円形で、暗紫褐色または黒紫色になり、網目模様があり、内面の基部に腺体がある。雄蕊は6個あり、花被片の半分の長さ。花柱は基部から3裂する。花には悪臭があり、英語では「skunk lily（スカンクユリ）」「dirty diaper（汚いオムツ）」「outhouse lily（外便所ユリ）」などの別名がある。
北海道以北の低地に分布する染色体数が3倍体3n=36で、草丈が高く50cmになり、花が3-7個つくのものをエゾクロユリ（基本変種）、日本の本州の高地、北海道の高山に分布する染色体数が2倍体2n=24で、草丈が10-20cmのものをミヤマクロユリ（変種）と分類する場合がある。

## 分布と生育環境
日本の北海道､本州､千島列島、ロシア連邦のサハリン州、米国に分布。高山帯の草地に生える。
本州では、東北地方の月山、飯豊山。
中部地方の白山で、室堂周辺などに大量に群生しているのが見られる。石川県の「郷土の花」である（「県花」ではない。）。

## 下位分類
- ミヤマクロユリ（深山黒百合、学名: Fritillaria camschatcensis (L.) Ker Gawl. var. keisukei Makino ）- 本州中部地方以北、北海道に分布し、高山帯から亜高山帯に生育する。
- キバナクロユリ（黄花黒百合、学名: Fritillaria camschatcensis (L.) Ker Gawl. f. flavescens (Makino) T.Shimizu ）- 花が黄色いものが区別される場合がある

## 利用
アイヌ料理では鱗茎を米と混ぜて炊いたり、茹でてから油を付けたりして食される。樺太では乾燥させて保存し冬季の料理に用いられた。その調理方法は、まずチエトイ（cietoy 珪藻土）を溶かした水で乾燥させた鱗茎を煮て、深い鉢に移して油を入れ、すり鉢でよく潰す。そして前述のチエトイの水を少し入れ、コケモモの実を入れてから静かにかき混ぜるというものである。
この鱗茎を北海道アイヌ語でアンㇻコㇿ（anrakor）またはハンㇻコㇿ（hanrakor）といい、樺太アイヌ語ではハㇵ（hax）と呼ぶ。また花や葉は染料として用いられた。

## 文化
戦国武将佐々成政の側室・早百合姫の怨念にまつわる「黒百合伝説」が富山にあり、明治になり金沢出身の作家泉鏡花が『黒百合』という小説を書いている。羽後では黒百合姫祭文が語られていた。
川端康成は小説『山の音』の「春の鐘」の章の中で、黒百合の匂いを「いやな女の、生臭い匂いだな」と表現している。

## 画像
- ミヤマクロユリ
両白山地 白山・2011年7月
- ミヤマクロユリ
南アルプス 北岳・2007年8月
- ミヤマクロユリ
月山・2013年6月